# Гордана Јовић Стојковска
Гордана Јовић Стојковска (мкд. Гордана Јовиќ Стојковска; Грделица, 1961) српско-македонска је књижевница која живи и ради у Скопљу.

## Биографија
Гордана је каријеру започела писањем за часописе везане за културу и младе у СФР Југославији. Након одлуке да живи у Скопљу и изучава македонски језик, написала је своју прву књигу поезије „Noctambulissmus” (Сјеверно лутање) која је објављена 1989. године као награђени рукопис на тадашњем југословенском конкурсу за прву књигу у књижевном клубу Куманово. За ову књигу Гордана је добила награду Млада Струга исте године. Од краја 1989. године била је на челу Књижевне омладине Македоније. У периоду до 2002. године промовисала је и објављивала велики број дебитанских књига сада признатих младих писаца, успостављајући контакте и међусобну сарадњу са ауторима из Бугарске, Кипра, Турске, Русије и одржавајући континуирану сарадњу са писацима са простора бивше Југославије. У периоду од 1990. до 1994. године радила је у Македонској радио-телевизији као сценариста, на реализацији дјечијих телевизијских драма и серија, међу којима се истичу први дјечији играни филм на турском језику у Македонији „Споменар” и серија „Дјеца Македоније”. Активно се бави књижвеним критикама и афирмацијом српске књижевности у Македонији и обратно, истовремено промовишући савремену македонску књижевност у Бугарској на књижевној колонији у Несебару и на Филолошком факултету у Софији, гдје је у организацији др Константина Оруша водила курс македонске књижевности. Кроз програм Исток — Исток за отворено друштво Македоније организује конференције у области културне идентификације на којима учествују представници скоро свих земаља југоисточне Европе. Учествује у организације скоро свих значајних књижевних догађаја и сарађује са бројним часописима, међународним редакцијама и др. Након престанка буџетског финансирања Књижевне омладине Македоније, Гордана је радила неко вријеме као независни писац, затим као уредник часописа „МАГ”, а 2009. године је формирала центар за издалаштво и промоцију аутора и дијела „Слово љубве”.

## Друге активности
Гордана је члан Друштва македонских писаца, Удружења књижевника Србије, Медитеранске академије писаца и др. Члан је неколико међународних књижевних и културних удружења и редакција. Предсједник је Српске заједнице у Македонији од 2010. године, члан је Матице српске од 1919. године. Уредник је часописа за књижевност и културу који се објављује на српском језику од 2010. „Словољубве“. Покретач је и један од руководилаца културно-образовног пројекта „Даница” преко кога се иницира покретање часописа за дјецу и младе са истим именом, као и други пројекти за очување културног и језичког идентитета Срба у Сјеверној Македонији.